# Casa (Pierdavide Carone)
Casa è il quarto album in studio del cantautore italiano Pierdavide Carone, pubblicato il 28 maggio 2021 dalla Artist First

## Descrizione
L'album pubblicato a nove anni di distanza dal precedente album Nanì e altri racconti, ed è dedicato al padre Angelo, scomparso il 13 novembre 2020 per un adenocarcinoma polmonare.
L’album è prodotto da Marco Barusso e dallo stesso Pierdavide, ad eccezione di tre brani prodotti da Federico Nardelli e Giordano Colombo, produttore tra l’altro di Musica leggerissima di Colapesce Dimartino.

## Tracce
Testi e musiche di Pierdavide Carone.
1. Non m'importa niente – 3:14
2. Caramelle (feat. Dear Jack) – 3:44
3. Buonanotte – 3:19
4. Forza e coraggio! – 3:32
5. Malgrado le apparenze – 3:18
6. Prima di addormentarti – 3:29
7. Qui è l'amore – 3:06
8. Tutto tranne te – 3:24
9. Un breve istante di eternità – 3:43
10. Casa – 4:03

## Formazione
- Pierdavide Carone – voce

## Classifiche
| Classifica (2021) | Posizione massima |
| ----------------- | ----------------- |
| Italia            | 55                |